# Søndersø
Søndersø ist eine Kleinstadt mit 3291 Einwohnern (1. Januar 2023) auf der dänischen Insel Fünen. Der Ort war das Verwaltungszentrum der ehemaligen Søndersø Kommune.

## Geografie
Søndersø liegt im zentralen Norden von Fünen in der Nordfyns Kommune im Kirchspiel Søndersø Sogn. Die Innenstadt der Großstadt Odense befindet sich (Luftlinie) circa 13 km südöstlich des Ortes, Bogense ist in nordwestlicher Richtung etwa 15 km entfernt. Das Siedlungsgebiet von Søndersø erstreckt sich auf einer Höhe von 20 bis 40 m.o.h. in einer Moränenlandschaft; das Gebiet ist nach Süden hin leicht hügelig. Den südlichen Teil der Kleinstadt macht ein Gewerbegebiet aus.

## Geschichte
Erstmalig urkundlich erwähnt wurde Søndersø im Jahre 1180 unter dem Namen Sundrus.
Ab dem Jahre 1685 gab es ein Gasthaus im Dorf. Die Bevölkerung von Søndersø stieg nur sehr langsam an im 18. und 19. Jahrhundert, im Jahre 1921 gab es 488 Einwohner im Ort. Die Einwohnerzahl war 1950 auf 608 gestiegen. Das Bevölkerungswachstum von Søndersø ist auf die günstige Lage nahe Dänemarks drittgrößter Stadt Odense zurückzuführen.
1950 war ein Großteil der erwerbstätigen Ortsbevölkerung im Handels- und Industriesektor beschäftigt, der zweitgrößte Erwerbszweig war die Landwirtschaft.
Im Jahre 1966 wurde die Søndersø Kommune aus der Gemeinde Søndersø Sognekommune und umliegenden Gemeinden gebildet. Søndersø war der Verwaltungssitz jener Kommune bis zur Kommunalreform am 1. Januar 2007, mit der die Søndersø Kommune in die Nordfyns Kommune eingegliedert wurde.

## Kirche
Im Westteil von Søndersø liegt die Søndersø Kirke, welche um 1180 errichtet wurde. Das Kirchenschiff und der Chor wurden in romanischer Zeit errichtet und später im 14. und 15. Jahrhundert (in später gotischer Zeit) wurden ein Waffenhaus und ein Kirchturm angebaut. Die Kirche ist von innen mit Kalkfarbe verputzt und verziert mit Kalkmalereien, die ebenfalls der Epoche der Gotik zuzuordnen sind. Bis ins 19. Jahrhundert lag die Kirche im äußersten Nordwesten des Dorfes.

## Verkehr
Søndersø liegt an der Landstraße Sekundærrute 311, die von Odense nach Bogense führt. Außerdem endet im Ort die Sekundærrute 335, welche ihn unter anderem mit der Autobahn Fynske Motorvej (E20) und Vissenbjerg im Süden verbindet. Eine regelmäßige Busverbindung besteht nach Odense, wo sich der nächste Bahnhof befindet, und nach Bogense.